# Большой Терсень
Большой Терсень — деревня, административный центр Ворошиловского сельсовета в Уренском районе Нижегородской области.

## География
Находится на расстоянии примерно 3 километров на запад по прямой от районного центра города Урень.

## История
Известна с 1723 года, основана по преданиям ковернинскими переселенцами. Деревня до 1768 года относилась к главной дворцовой канцелярии, потом Придворной конторы, с 1797 крестьяне стали удельными. Население было старообрядцами поповского направления. В 1856 году 25 дворов и 126 жителей. В 1916 году 47 дворов и 213 жителей. В период коллективизации был организован колхоз им. Сталина. В 1978 году было дворов 72, жителей 213, в 1994 124 и 487 соответственно. Имеется средняя школа, детсад, медпункт.

## Население
Постоянное население составляло 406 человек (русские 100 %) в 2002 году, 368 в 2010.